# Sidzinka (dopływ Wisły)
Sidzinka – potok, prawostronny dopływ Wisły o długości 8,45 km i powierzchni zlewni 11,87 km².
Potok płynie w Krakowie. Wypływa na łąkach w Kobierzynie, omija Wzgórza Tynieckie. Do potoku wprowadzane są oczyszczone ścieki ze Szpitala Psychiatrycznego w Kobierzynie.